# Gare de Sainte-Tulle
La gare de Sainte-Tulle est une gare ferroviaire française (fermée) de la ligne de Lyon-Perrache à Marseille-Saint-Charles (via Grenoble), située sur le territoire de la commune de Sainte-Tulle, dans le département des Alpes-de-Haute-Provence, en région Provence-Alpes-Côte d'Azur.
Elle est mise en service en 1872 par la Compagnie des chemins de fer de Paris à Lyon et à la Méditerranée (PLM).

## Situation ferroviaire
Établie à 288 mètres d'altitude, la gare de Sainte-Tulle est située au point kilométrique (PK) 344,764 de la ligne de Lyon-Perrache à Marseille-Saint-Charles (via Grenoble), entre les gares de Manosque - Gréoux-les-Bains (ouverte) et de Corbières (fermée). 

## Histoire
La gare de Sainte-Tulle est mise en service par la Compagnie des chemins de fer de Paris à Lyon et à la Méditerranée (PLM) le 5 juillet 1872.